# Wiaczasłau Hleb
Wiaczasłau Hleb (biał. Вячаслаў Глеб, ros. Вячеслав Глеб, Wiacziesław Gleb; ur. 12 lutego 1983 w Mińsku) – białoruski piłkarz, grający na pozycji napastnika lub prawego skrzydłowego. Brat Alaksandra, również piłkarza.  

## Kariera
W lecie 2008 Wiaczasłau był bliski przejścia do Rody Kerkrade, ale kluby nie mogły dojść do porozumienia.
10 lutego 2009 Wiaczasłau Hleb podpisał 2 letni kontrakt z chińskim klubem Shanghai Shenhua. Występował także w Shenzhen Ruby, Dynama Mińsk, FSV Frankfurt i FK Homel, Kalloni F.C., Tarpieda-BiełAZ Żodzino, Krumkaczy Mińsk, Nioman Grodno, Arsienał Dzierżynsk. Obecnie jest zawodnikiem klubu FC Makslajn Viciebsk II.

## Sukcesy
- Puchar Białorusi: 2005, 2008[2]
- Superpuchar Białorusi: 2012[2]